# Biofiltrazione
La biofiltrazione dell'aria è un trattamento di depurazione delle emissione gassose basato sul processo di ossidazione biochimica effettuata da parte di microrganismi aerobici sui composti organici inquinanti aerodispersi e spesso odorigeni.

Al contrario degli altri trattamenti di deodorizzazione di natura chimica o fisica (prodotti adsorbenti quali il carbone attivo che una volta esaurito va smaltito come rifiuto speciale) la biofiltrazione ha il risultato di eliminare l'inquinamento dell'aria e non di trasferirlo in altra sede.

Il sistema di biofiltrazione si adatta bene al trattamento di grandi portate di aria con limitate concentrazioni di inquinanti.

## Inquinanti odorigeni
I principali responsabili degli odori molesti sono:
- l'ammoniaca NH3 con il caratteristico odore pungente acuto;
- l'acido solfidrico H2S - uova marce;
- le ammine - pesce morto;
- i mercaptani - cavolo decomposto;
- lo scatolo e l'indolo - odore fecale;
- il dimetil solfuro - vegetali decomposti.

Nel campo della depurazione delle acque reflue urbane gli odori molesti provengono:
dai componenti tipici delle acque reflue;
dalle trasformazione biochimiche che avvengono nella rete fognaria e nell'impianto di depurazione;
dai reagenti chimici che possono essere aggiunti durante le varie fasi depurative.

## Meccanismo

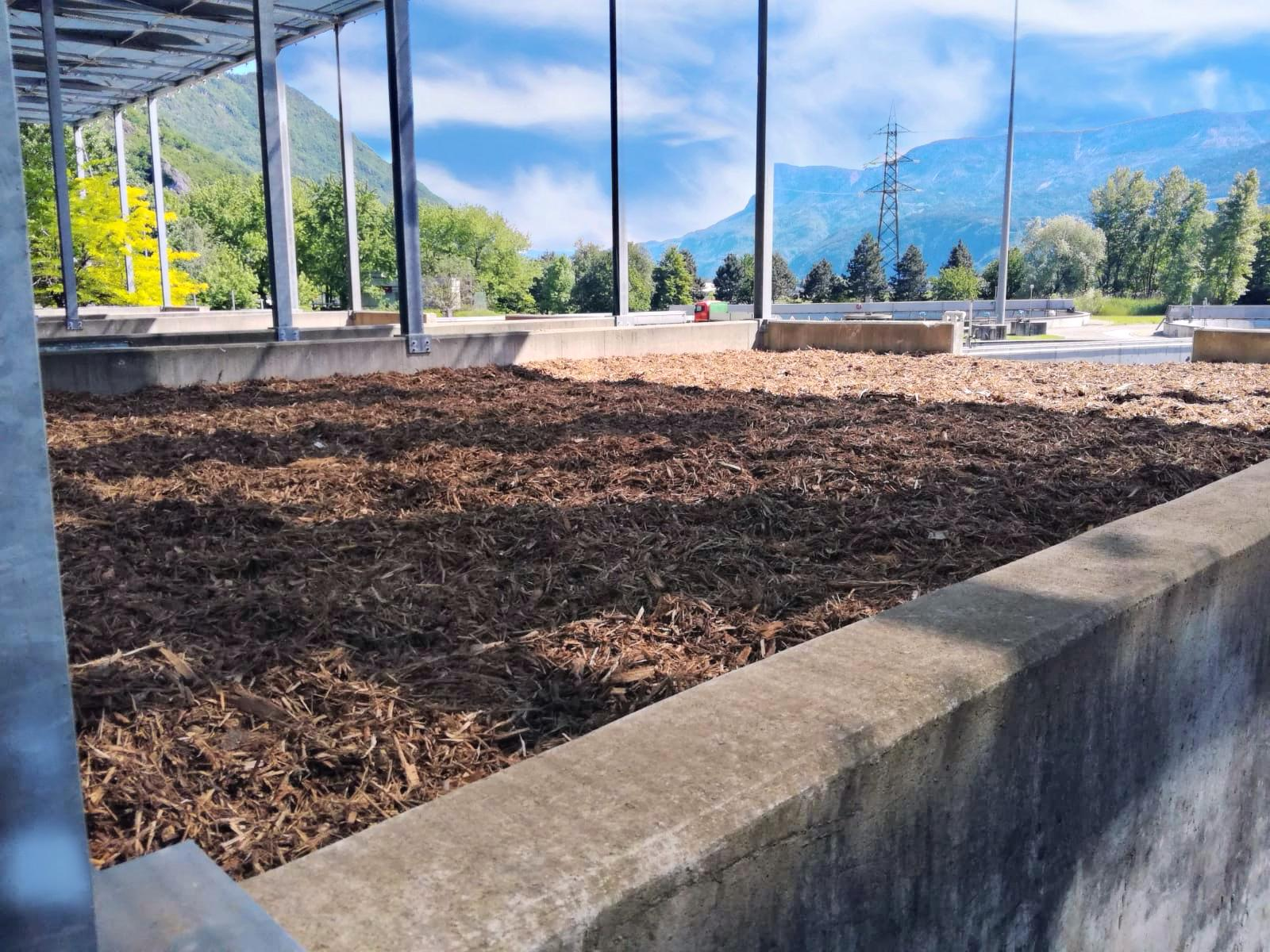
Letto filtrante per biofiltro

l'aria da trattare viene fatta filtrare attraverso del materiale organico poroso (detto anche letto filtrante) che serve da supporto, e in parte da nutrimento, per microrganismi aerobici.

Le sostanze inquinanti trasportate dal flusso entrano in contatto con i microrganismi i quali le metabolizzano e le trasformano in prodotti di reazione non più odorigeni, producendo acqua ed anidride carbonica come sostanze di scarto.

Per poter garantire una idonea depurazione dell'aria è necessario garantire condizioni ambientali favorevoli alla vita dei microrganismi.

La moltiplicazione batterica dipende da diversi fattori quali:
- il contenuto di sostanze nutritive;
- il tenore di ossigeno disciolto nel biofilm;
- la temperatura che agisce sui meccanismi metabolici. Infatti i microrganismi presenti nel biofilm sono mesofili pertanto la loro temperatura ottimale è compresa tra 20 e 40 °C;
- il pH che influenza in particolare il fenomeno riproduttivo, l'intervallo ottimale è da 7 ad 8. ;
- l'assenza di composti tossici per la flora batterica;
- il grado di umidità.

Quest'ultimo fattore è molto importante perché i microrganismi sono in grado di assorbire sostanza alimentare solamente dalla fase acquosa.

L'umidità forma un film liquido attraverso il quale avviene il contatto inquinante/flora nbatterica.

Un insufficiente contenuto di acqua nel letto filtrante è causa di essiccamento del letto e conseguente perdita di attività biologica.

Anche un eccesso di acqua può essere dannoso, infatti questa occlude i vuoti del letto filtrante con rischio di sviluppo di condizioni anaerobiche e conseguente formazione di sostanze odorigene.

Il valore ottimale del materiale filtrante deve essere compreso tra il 60 e 80% in peso del substrato filtrante.

## Componenti
Il processo naturale di biofiltrazione è composto generalmente dalle seguenti apparecchiature:
- scrubber o unità di precondizionamento, è un cilindro chiuso in cui avviene la regolazione dell'umidità e l'eventuale rimozione del materiale particellare (es. residui di polvere) nonché il controllo della temperatura del flusso;
- biofiltro, composto da materiale organico - formato da vari composti vegetali, come la torba, il cippato, le cortecce o il terriccio - avente una struttura porosa idonea a fungere da supporto ai microrganismi (muffe, batteri e lieviti) che sono i veri agenti della depurazione;
- adsorbitore a carboni attivi, da inserire a valle nel caso di inquinanti difficili da degradare e/o sostanze con forte odore.

## Caratteristiche del biofiltro
Dal punto di vista impiantistico i biofiltri sono costituiti da una vasca in calcestruzzo armato o materiale metallico ad elevata superficie.

All'interno della vasca si trova il materiale filtrante al di sotto del quale viene realizzata una camera necessaria alla distribuzione dell'aria per garantire che questa attraversi il letto biofiltrante in modo omogeneo evitando così le vie preferenziali di passaggio.

Tale camera può essere realizzata in diversi modi, quello tradizionale è costituito da tubi plastici fessurati posti sull'estradosso della platea della vasca e ricoperti da uno strato di pietrame sul quale viene fatto poggiare il biofiltro.

Attualmente si stanno utilizzando dei grigliati plastici, sui quali si fa poggiare il materiale filtrante dotati di piedini di idonea altezza tali da creare sotto il biofiltro una camera di distribuzione.

L'altezza del letto viene stabilita in funzione del tempo di contatto adeguato che deve essere di almeno 35-40 secondi.

## Funzionamento
L'aria da trattare viene aspirata dagli ambienti da sanare, mediante un elettroventilatore ed inviata inizialmente nello scrubber.

Qui l'aria, che entra dal basso nello scrubber, viene investita, in controcorrente, da un flusso di acqua polverizzata spruzzata da una batteria di ugelli.

In questo modo l'aria viene liberata dalle particelle inquinanti grossolane (depolverizzazione) e subisce una umidificazione necessaria a mantenere un tasso di umidità costante ed idoneo allo sviluppo della flora batterica.

L'aria pretrattata esce dall'alto dello scruber e viene inviata verso la camera di distribuzione del biofiltro da dove filtra attraverso il materiale biologicamente attivo, periodicamente irrorato di acqua per mantenerlo umido, e dove avviene il contatto tra le sostanze inquinanti odorigene ed i microrgansmi che le metabolizzano e le trasformano in composti inodori.

L'acqua di pertrattamento viene raccolta sul fondo dello scrubber ed riutilizzata sia nella batteria degli ugelli che per l'irrorazione della superficie del letto.

## Applicazioni
Tipiche applicazioni dei biofiltri sono i processi industriali che utilizzano vernici e smalti, cabine di verniciatura e nella produzione di vetro e plastica. 
Inoltre, la biofiltrazione viene utilizzata nei casi in cui si debbano eliminare odori sgradevoli (industrie alimentari, mangimistiche, cartarie, petrolchimiche, conciarie, allevamenti, macelli, essiccazione, smaltimento rifiuti, depurazione acque, impianti di sollevamento di fognatura, trattamento fanghi, impianti di compostaggio, materie plastiche…). 
La tecnica della biofiltrazione si utilizza quando la concentrazione dei composti organici volatili (COV) inquinanti è relativamente bassa rispetto al flusso d'aria da trattare (i valori tipici sono tra 5 e 500 ppm di inquinante). I biofiltri sono spesso utilizzati per eliminare i COV caratterizzati da un forte odore.
A livello Europeo i sistemi a biofiltrazione sono molto diffusi, in quanto presentano dei vantaggi economici rispetto alle tecniche di combustione, sia per i costi di installazione che per quelli di esercizio. 
Tuttavia, la manutenzione dei biofiltri deve essere gestita in modo efficiente, in quanto il letto di microrganismi richiede un controllo rigoroso di tutti i parametri di funzionamento (pH, velocità del flusso, livello di umidità, contenuto di nutrienti, perdita di carico, temperatura, curva di crescita della biomassa).
Il sistema permette l'ottenimento di elevate efficienze di abbattimento (spesso superiori al 90%) con ridotti tempi di contatto, tuttavia esso richiede solitamente grandi volumi e superfici.
Uno dei principali fattori da tenere in considerazione nella biofiltrazione è che un'eventuale presenza nel flusso d'aria da trattare di composti inibenti potrebbe distruggere l'attività microbica.